# Rue de Koufra
La rue de Koufra est une artère de Nantes, en France.

## Situation et accès
Située dans le quartier Nantes Erdre, cette artère d'une longueur d'environ 900 mètres débute boulevard Jules-Verne puis, se dirigeant vers le nord elle bifurque vers l'ouest au bout de 780 mètres pour aboutir route de Saint-Joseph. C'est une voie asphaltée ouverte à la circulation automobile.

## Origine du nom
Elle rend mémoire à l'une des premières grandes victoires de l'armée française durant la Seconde Guerre mondiale : la bataille de Koufra, cette voie était appelée auparavant « chemin de Saint-Georges ».

## Historique
Jusqu’à l’époque de la Révolution, il s'agissait de la première partie de l'itinéraire principal permettant de se rendre vers le bourg de Carquefou, le « grand chemin de Carquefou » (l'autre étant constitué par l'actuelle route de Saint-Joseph). Cet itinéraire débutait « route de Paris » (actuel boulevard Jules-Verne) au niveau de la ferme de Tournebride (qui semblait être alors une auberge). Celle-ci se trouvait à l'emplacement de l'actuelle salle Bonnaire et de l'école des Marsauderies. La "croix Cathuit", aujourd'hui disparue, marquait l’embranchement.
Avant l'actuel virage, le « grand chemin de Carquefou » bifurquait à l'est et rejoignait l'actuelle avenue de la Gare-de-Saint-Joseph, par une voie qui n'existe plus de nos jours. Puis elle poursuivait son parcours par un tracé qui n'a guère changé depuis, la RD 178 (dite route de Carquefou).
La portion de 300 mètres disparue de cet ancien chemin sera probablement supprimée lors de la construction de la ligne ferroviaire Nantes-Châteaubriant qui sera inaugurée en 1877.
En 1917, le domaine et le bois de Saint-Georges situé à l'est de l'artère sont achetés par Edouard Goüin, président de la société Batignolles-Châtillon, afin d'y édifier une vaste usine de construction ferroviaire. Le château qui s'y trouvait avec ses dépendances (dont une chapelle) sont rasés, tandis que les maraîchers qui exploitaient les terres sont expropriés.
Son nom actuel lui a été attribué par délibération du conseil municipal du 6 juin 1950. 
Afin de loger les ouvriers, trois cités ouvrières (La Halvêque, La Baratte et Le Ranzay) formées par 450 maisons en bois chacune dotée d'un jardin, sont construites en 1920 par les Établissements Bessonneau, d'où le nom usuel de cités Bessonneau. La cité du Ranzay est aménagée au nord de la rue et possède un certain nombre de services, notamment un dispensaire, un économat et un cinéma. Elle sera démolie en 1965, pour être remplacée des constructions de type chalandonnettes. Elles-mêmes cèderont la place en 1998 aux immeubles actuels.
En mars 1946, le lieu-dit « Le Grand Clos », situé entre la rue et route de Saint-Joseph, voit sortir de terre l'un des premiers lotissements nés de la reconstruction après la Seconde Guerre mondiale. Celui-ci, élaboré par l’architecte Michel Roux-Spitz, compte finalement 152 maisons sur 175 prévues qui sont livrées après 3 ans de travaux. Le groupe scolaire des Marsauderies suit peu après en 1953.